# Dianthus serrulatus
Dianthus serrulatus là loài thực vật có hoa thuộc họ Cẩm chướng. Loài này được Desf. mô tả khoa học đầu tiên năm 1798.